# Intel i960
El Intel i960 (también llamado 80960) era un diseño de microprocesador basado en RISC que llegó a ser absolutamente popular durante los principios de los años 1990 como microcontrolador embebido, fue por algún tiempo probablemente el CPU mejor vendido en ese campo, empujando al AMD 29000 de ese lugar. A pesar de su éxito, a finales de los años 1990, Intel formalmente abandonó la comercialización del i960 como efecto secundario de un pleito con DEC, en el cual Intel recibió los derechos de producir el CPU StrongARM.

## Origen
El diseño i960 fue iniciado como respuesta a la falla del diseño del iAPX 432 de Intel a principios de los años 1980. El iAPX 432 fue pensado para soportar directamente en hardware, lenguajes de alto nivel como Ada y Lisp, que manejaban memoria marcada, protegida, y con recolección de basura. Debido a la complejidad de su conjunto de instrucciones, su implementación multi-chip, y otras fallas de diseño, el iAPX 432 era muy lento en comparación a otros procesadores de su tiempo.
En 1984 Intel y Siemens comenzaron un proyecto común, finalmente llamado BiiN, para crear un sistema de computador de alto nivel, tolerante a fallas, orientado a objetos y programado enteramente en Ada y también fue influenciado por conceptos de memoria protegida del i432. Muchos de los miembros del equipo original del i432 se unieron a este proyecto, aunque tuvo un nuevo arquitecto líder proveniente de IBM, Glenford Myers. El mercado previsto para los sistemas BiiN eran usuarios de computadores de alta confiabilidad tales como los de bancos, sistemas industriales y plantas de energía nuclear.

## Arquitectura
Para evitar los problemas de desempeño que plagaron al i432, la arquitectura del conjunto de instrucciones central del i960 fue un diseño RISC, solamente implementado completamente en el i960MX. El subsistema de memoria tenía un ancho de 33 bits, de los cuales 32 bits formaban una palabra y 1 bit de "tag" para indicar la memoria protegida. En muchos otros sentidos el i960 siguió el diseño Berkeley RISC original, notablemente en su uso de ventanas de registro, un número de cachés de implementación específica para los registros para subrutinas, permitiendo rápidas llamadas a rutinas. El diseño competidor de Stanford University, comercializado como MIPS, no usaba este sistema, en lugar de ello, confiaba en el compilador para generar llamadas a subrutinas y código de retorno óptimo. A diferencia del i386, pero común con la mayoría de los diseños de 32 bits, el i960 tenía un espacio de memoria 32 bits plano, sin segmentación de memoria. La arquitectura i960 también anticipó una implementación superescalar, con instrucciones que eran despachadas simultáneamente a más de una unidad dentro del procesador.

## Variantes del i960
Los primeros procesadores prototipos del 960 fueron producidos ("taped-out") en octubre de 1985 y fueron enviados para la fabricación ese mes, con los primeros chips en funcionamiento arribando a finales de 1985 y principios de 1986. El esfuerzo del BiiN eventualmente falló, debido a las fuerzas del mercado, y el 960MX fue dejado sin un uso. Myers intentó salvar el diseño trazando varios subconjuntos de la capacidad total de la arquitectura creada por el sistema BiiN. Myers intentó convencer a la gerencia de Intel para mercadear el i960 (entonces conocido todavía como el "P7") como un procesador de propósito general, tanto como en lugar del Intel 80286 y el i386, cuyo prototipo fue producido ("taped-out") el mismo mes que el primer 960, y para el mercado emergente del RISC para los sistemas Unix, incluyendo una echada para Steve Jobs para el uso en el NeXT. La competencia tanto dentro como afuera de Intel vino no solamente del campo del i386, sino también del procesador i860, otro diseño de procesador RISC emergiendo dentro de Intel en ese entonces.
Myers no tuvo éxito en convencer a la gerencia de Intel para apoyar el i960 como un procesador de propósito general o procesador Unix, pero el chip encontró un mercado listo en los primeros sistemas embebidos de 32 bits de alto rendimiento. La arquitectura de memoria protegida era considerada propiedad de BiiN y no fue mencionada en la literatura del producto, conduciendo a muchos a preguntarse por qué el i960MC era tan grande y tenía tantos pines etiquetados "no conectar". Una versión del núcleo RISC sin manejo de memoria o una FPU se convirtió en el i960KA, y el núcleo RISC con el FPU se convirtió en el i960KB. Sin embargo, Las versiones eran completamente idénticas internamente, solamente el etiquetado fue diferente.
El i960MX "completo" nunca fue lanzado para el mercado no militar, pero el i960MC fue usado en aplicaciones embebidas de alto nivel y el i960KA llegó a ser exitoso como un procesador de 32 bits de bajo costo para el mercado de las impresoras láser, así como también para los primeros terminales gráficos y otras aplicaciones embebidas. Su éxito pagó por generaciones futuras, que removieron el complejo subsistema de memoria.
El i960CA, primero anunciado en julio de 1989, era la primera implementación RISC pura de la arquitectura i960. Ofreció un núcleo RISC superescalar de nuevo diseño y añadió un inusualmente direccionable caché en el chip, pero careció de una FPU y una MMU, pues fue pensado para aplicaciones embebidas de alto rendimiento. El i960CA es considerado ampliamente por haber sido la primera implementación RISC superescalar en un solo chip. La serie C solamente incluyó un ALU, pero podía despachar y ejecutar, al mismo tiempo, una instrucción aritmética, una referencia de memoria, y una instrucción de bifurcación, y sostenía dos instrucciones por ciclo bajo ciertas circunstancias. Las primeras versiones corrían a 33 MHz, e Intel promovió el chip como capaz de 66 MIPS. La microarquitectura del i960CA fue diseñada entre 1987 y 1988 y anunciada formalmente el 12 de septiembre de 1989. Más adelante, el i960CF incluyó una unidad de coma flotante, pero continuó omitiendo la MMU.

## Fin de producción
Intel intentó reforzar el i960 en el mercado de controladores de dispositivos de I/O con el estándar de I2O, pero esto tuvo poco éxito y el trabajo de diseño fue eventualmente finalizado. A mediados de los años 1990 su proporción precio/rendimiento había caído detrás de chips competidores de más reciente diseño, e Intel nunca produjo una versión de consumo de energía reducida que se pudiera usar en sistemas energizados con baterías.
En 1990 el equipo del i960 fue redirigido para ser el "segundo equipo" trabajando en paralelo con las futuras implementaciones del i386, específicamente el procesador P6, que más adelante se convirtió en el Pentium Pro. El proyecto i960 fue enviado a otro equipo más pequeño de desarrollo, asegurando esencialmente su último fallecimiento.